# 湖北织布局
湖北织布局是1888年由两广总督张之洞在广州開設的官办機器织布局。1889年10月，张之洞擔任湖广总督後，織布局遷往湖北武昌。1892年，织布局正式建成並开工生产。织布局內有來自英國的織布機器一千张，纱锭三万枚，僱傭的工人约有二千五百名，每天能生產一百担纱。1894年至1898年间，纺纱局、缫丝局、制麻局先後成立，這三局与织布局合称湖北纺织四局。1902年，织布局租给应昌公司经营。1911年至1938年间，大维、楚兴、楚安、开明、福源和民生等公司先後承租经营織布局。